# گرینفورد
longitudeگرینفوردlatitudeگرینفورد
گرینفورد (به انگلیسی: Greenford) یک ناحیه در لندن بزرگ است که در منطقه ایلینگ لندن واقع شده‌است.